# Градинарово
Градинарово е село в Североизточна България. То се намира в община Провадия, Варненска област. До 1906 г. името на селото е Кьопеклий.

## География
Градинарово се намира на 17 км.на запад от Провадия. Землището на селото е 18 600 дка, от които обработваемата земя е около 12 000 декара. Пустеещи са бившите лозя на хълма „Дудувино“и части от местността „Сазлъка“, където подпочвените води са високи и това затруднява обработването на земята. На около 2 км.западно от селото тече р. Главница/Ана дере/, един от главните притоци на р. Провадийска. Релефът на селото е изцяло равнинен. Климатът е умерено континентален. Почвата е чернозем и преобладаващата категория на обработваемата земя е трета. На около 3 км от селото в посока северозапад се намират язовир „Снежина“ и средновековната крепост „Хамбарлъка“, а на 5 км западно е крепостта „Голям Асър“.

## История
Първите писмени сведения за селото са от ХVІ век/около 1573 г./като в официалните турски документи то фигурира като Кьопеклу. В данъчен регистър на джелепкешаните в кааза Провадия са записани имената на трима мюсюлмани от Кьопеклу-едри животновъди, които дължат данък на държавата в размер на 110 овце. По това време селото се намира на около 2 км южно от сегашното си местоположение, по левия бряг на селската река, близо до вливането и в р. Ана дере.
Предполага се, че в началото на ХVІІ в.селото се премества приблизително на днешното си място около естествения извор „Маслака“. В местността „Корийката“ на около 300 м северно от селото са открити християнски гробища. При извършване на комасацията през 1937 г.надгробните камъни са извадени и мястото е разработено.
По време на Руско-турската война от 1812 г.селото е опожарено от черкези и част от хората са избити. Останалите живи се спасяват с бягство, установяват се в Украйна и през 1813 г., заедно с изселници от с. Смядово, основават с. Криничное, Одеска област. До първата половина на ХІХ век преобладава турското население. След Руско-турската война 1828 – 1829 г., с идването на заселници от с. Ченге/Аспарухово/, с. Кюпрю кьой/Ивански/, с. Марковча и с. Кюлевча, българското население постепенно се увеличава.
Едни от най-старите родове в Градинарово, известни от началото на ХІХ в., са Узунгенчовите, Каражелезовите, Узунвеликовите, Коджахиньовите Карагяуровите, Курумитевите, Станкоолу, Серт Добревите, Сукуровите, Чолаковите, Чорбаджи Жековите.
Едновременно с построяването на църквата през 1865 г., в една стая на частна къща, в близост до храма, е открито и първото училище в Градинарово. Учителят е от с. Марковча-Вълчо Хинев. През учебната 1871/72 г. за пръв път в училището се обучават момичета.
По време на Руско-турската Освободителна война /1877 – 1878/ в Североизточна България не са водени бойни действия и тези територии/в частност Градинарово/придобиват свободата си след Берлинския конгрес-14.VІІ.1878 г.
Градинарово е в състава на община Кара Кьосе/от 1934 г. Черноок/, Провадийски окръг, Варненска губерния. За кмет на селото е назначен Жеко Железов/Чорбаджи Жеко/ -1878-1880 г. Градинарово става център на община през 1897 г.и за общински кмет е избран Велико Маринов/Узун Велико/, а общински съветници са местните общественици Бакал Михал, Ангел Димитров, Даскал Желез, Митьо Ненов и Терзи Драгий. Общината се помещава в специално построена за целта сграда в североизточния край на селото, близо до тогавашната джамия. В периода 1914 – 1936 г.общината се помещава в частни къщи, тъй като сградата и се преустройва в училище, поради откриване на прогимназия и нарастване броя на учениците. През 1936 г.е построена модерна за времето двуетажна сграда за община, в която и сега се помещава кметство Градинарово.
В средата на 1905 г. се провежда допитване до жителите на Кюпеклии относно ново име на селото. Промяната се налага заради не твърде благозвучното турско наименование /в превод – Кучешко село/. Очертават се две мнения за наименование на селото:
1. Средец – тъй като селото е естествен административен и стопански център на околните села и
2. Градинарово – поради големия брой зеленчукови градини край селската река.

Прието е второто предложение, инициирано от учителя Николай Киселов.
Името на селото е променено с Указ №368/06.02.1906., публикуван в Държавен вестник от 8 февруари 1906 г.
През 1908 г. в Градинарово, по инициатива на местните общественици Димитър Куртев, Никола Радев, Желез Терзидрагиев и др., е учредена кредитна кооперация „Орало“, чиято основна цел е подпомагане на член-кооператорите с преференциални заеми, стимулирайки тяхната стопанска дейност. В края на 20-те години на ХХ в. е построена сграда, наречена „Кооперативен дом“ с помещения за канцелария, магазин и кафене. През 1935 г. кооперацията закупува вършачка и трактор и срещу заплащане в натура/пшеница и ечемик/извършва услугата вършитба.
През 1908 г., вследствие на водената държавна политика в областта на здравеопазването, в Градинарово е назначен медицински фелдшер - Денчо Станев, чийто кабинет се помещава в частна къща. През 1914 г. в селото функционира държавна жребцова станция под контрола на варненския окръжен ветеринарен лекар.По време управлението на БЗНС се построява сграда за амбулатория и са назначени хуманен лекар, акушерка и ветеринарен лекар /1923 г./
В периода 1956 – 1968 г. в Градинарово функционират малка болница с 20 легла, родилен дом и аптека. Назначени са двама лекари, две медицински сестри, акушерка, стоматолог, фармацевт и помощен персонал-домакин, 2 санитари и шофьор на линейка
Комасацията на земята е извършена през 1937 г. ТКЗС е основано през 1950 г. от 38 учредители. Председател на УС е Никола Георгиев Коларов, а членове Георги Николов, Лазар Иванов, Георги Ангелов и Ив. Бешевлиев.
В местността „Демерджийца“ през 1959 г.се изгражда микроязовир, но поради недостатъчно укрепване на изкопите, на 7.ІV.1959 г.се свличат земни маси и загиват 7 души. Съоръжението отдавна не се използва, а в подножието на стената има паметна плоча за трагичното събитие.
През 1960 г. е построен нов двуетажен търговски комплекс с магазини за хранитепни и промишлени стоки, сладкарница и ресторант.
На 2.ІХ.1987 г. в центъра на селото е открит паметник на двадесет и осемте градинаровци, загинали за свободата, независимостта и обединението на Родината.
На Архангеловден се чества патронът на местната църква Св. Архангел Михаил и се провежда общоселски сбор.

## Обществени институции
- Църква „Архангел Михаил“, осветена 1865 г. Настоящата сграда на църквата е построена през 1880 г., а камбанарията, която е отделно от църквата – през 1890 г. Пръв свещеник е о. Кателий-1866-1868 г.
- Читалище „Надежда“, основано 1900 г. Пръв библиотекар е Георги Дончев, един от учредителите на читалището. Основната сграда е построена в периода 1929 – 1932 г., в края на 60-те години е извършено преустройство на сцената, направен е амфитеатрален салон и са изградени нови гримьорни, а в периода 1972 – 1974 г. лицевата част на сградата е преустроена като са изградени нова просторна читалня, стационарна кинокабина, помещения за клубове и столова. През 60-те и 70-те години на ХХ в., с активното участие на Ганчо Маринов/читалищен секретар/, Рашко Генчев/учител по български език и секретар на СОНС/, Хриска Златева, Иван Бъчваров, Донка Бъчварова и много от местните учители функционират самодеен театрален състав, женски хор, битова фолклорна група и танцов състав.
- Училище, основано през 1865 г. Инициатори и първи организатори на просветното дело са св. Мирчо Вичев, Злати Койчев, Димитър Жеков и Никола Недев. На 18.V.1973 г. под ръководството на учителя Димо Белев пред родителите и обществеността на селото е проведен тържествено първият годишен изпит. Първите местни учители са св. Мирчо Вичев, Даскал Желез и Добри Христов. След Освобождението училището е преместено в две нови стаи, построени за тази цел. На 1.ІХ 1905 г. е открита нова училищна сграда, просъществувала до 2000 г. Настоящото училище е изградено на два етапа в периода 1980 – 1990 г.

Пощенска станция-открита на 4.ІІ.1930 г.с ръководител Фердинанд Даскалов

## Население
Численост на населението според преброяванията през годините:
| \| Година на преброяване \| Численост \| \| --------------------- \| --------- \| \| 1934 \| 1245 \| \| 1946 \| 1301 \| \| 1956 \| 1216 \| \| 1965 \| 1126 \| \| 1975 \| 984 \| \| 1985 \| 865 \| \| 1992 \| 878 \| \| 2001 \| 847 \| \| 2011 \| 807 \| \| 2021 \| 632 \| |           |
| Година на преброяване | Численост |
| 1934 | 1245      |
| 1946 | 1301      |
| 1956 | 1216      |
| 1965 | 1126      |
| 1975 | 984       |
| 1985 | 865       |
| 1992 | 878       |
| 2001 | 847       |
| 2011 | 807       |
| 2021 | 632       |

### Етнически състав

#### Преброяване на населението през 2011 г.
Численост и дял на етническите групи според преброяването на населението през 2011 г.:
|                     | Численост | Дял (в %) |
| Общо                | 807       | 100.00    |
| Българи             | 139       | 17.22     |
| Турци               | 22        | 2.72      |
| Цигани              | 635       | 78.68     |
| Други               | ?         | ?         |
| Не се самоопределят | ?         | ?         |
| Неотговорили        | 7         | 0.86      |

## Личности
Родени
- Марин Чолаков (1877 - 1957) – български революционер, деец на ВМОРО
- Милко Коларов /1946/ композитор, диригент
- Нелко Коларов /1959/ композитор
- Рашко Генчев /1932 – 2011/-учител, общественик, тетрален самодеец/1965 – 1973/, поставил с голям успех пиесите „Гераците“, „Боряна“ и др., секретар на ИК на СОНС – Градинарово/1964 – 1973/, като по това време селото е благоустроено, директор на ОУ „Св. св. Кирил и Методий“с. Градинарово/1984 – 1992/. Автор на краеведческото изследване „Страници от миналото на с. Градинарово“ 2000 г. Варна. Носител на значки и грамоти „Отличник“на Комитета за изкуство и култура/1976 и 1981 г./
- Ганчо Маринов-общественик, театрален самодеец, секретар на НЧ „Надежда“Градинарово, носител на орден"Кирил и Методий ІІ степен за цялостен принос /1976/
- Никола Г.Радев – активен член на БЗНС, кмет на Градинарово`/1934 и 1947 – 1950/, инициатор за построяване на сградите на Ветеринарна лечебница и Лесничейство,
- Доц.д.т.н Александър Бешевлиев-преподавател във ВМЕИ-Варна, рационализатор
- Божанка Великова /1948/ народна певица
- Георги Дончев-член на БЗНС, общественик, народен представител в ХХІ ОНС/9. ХІІ.1923 – 15.ІV.1927/от листата на БЗНС
- Ефрейтор Никола Михалев Бакалов /1892 – 4. Х.1916 г./достойно изпълнил гражданския си и военен дълг. Загинал в бой край село Амузачи, Добруджа. Днес неговото име носи с. Бараклар, общ. Крушари, област Добрич
- Добри Койчев /ок. 1850-1876 г./ – Ботев четник
- Марийка Момчева – учителка, директор на НОУ с. Градинарово – 1926 – 1956 г., активна общественичка
- Бянка Драгиева – първата жена учителка в Сърта, завършва Педагогическо училище в Шумен

Живели и работили в Градинарово
- Николай Киселов – роден в Русе, учител в Градинарово, основен инициатор за смяна на името на селото от Кюпеклий на Градинарово, през 1906 г.
- Георги Хаджи Колев – общественик, окръжен съветник